# Scottish FA Cup 2005/06
Der Scottish FA Cup wurde 2005/06 zum 121. Mal ausgespielt. Der wichtigste schottische Fußball-Pokalwettbewerb, der offiziell als Tennent's Scottish Cup ausgetragen und vom Schottischen Fußballverband geleitet wurde, begann am 19. November 2005 und endete mit dem Finale am 13. Mai 2006 im Glasgower Hampden Park. Titelverteidiger Celtic Glasgow, der sich im Vorjahresfinale gegen Dundee United durchsetzen konnte, schied bereits vorzeitig in der dritten Runde gegen den FC Clyde aus dem Wettbewerb aus. Den diesjährigen Titel gewann zum 7-mal in der Klubgeschichte Heart of Midlothian durch einen Finalsieg im Elfmeterschießen über den Drittligisten FC Gretna. Da sich die Hearts als Vizemeister für die Champions League qualifizieren konnten, spielte Gretna in der folgenden UEFA-Pokal-Saison 2006/07 in diesem Wettbewerb, schied dort allerdings frühzeitig in der zweiten Qualifikationsrunde gegen den irischen Verein Derry City aus. Im August 2008 wurde der FC Gretna aufgelöst.

## 1. Runde
Ausgetragen wurden die Begegnungen am 19./26./28. November 2005. Das Wiederholungsspiel fand am 22. November 2005 statt.
|                  | Ergebnis |                       |
| ---------------- | -------- | --------------------- |
| Partick Thistle  | 1:1      | Albion Rovers         |
| Preston Athletic | 2:6      | FC Gretna             |
| FC Cowdenbeath   | 0:3      | Greenock Morton       |
| FC Dumbarton     | 4:1      | Forres Mechanics      |
| FC Spartans      | 1:0      | Berwick Rangers       |
| Stirling Albion  | 2:1      | Elgin City            |
| Alloa Athletic   | 9:0      | FC Selkirk            |
| FC Stenhousemuir | 3:2      | FC East Stirlingshire |

### Wiederholungsspiel
|               | Ergebnis |                 |
| ------------- | -------- | --------------- |
| Albion Rovers | 1:3      | Partick Thistle |

## 2. Runde
Ausgetragen wurden die Begegnungen am 10. Dezember 2005.
|                  | Ergebnis |                      |
| ---------------- | -------- | -------------------- |
| Alloa Athletic   | 1:0      | FC Montrose          |
| FC Arbroath      | 1:0      | FC Dumbarton         |
| Ayr United       | 3:2      | Greenock Morton      |
| FC East Fife     | 0:3      | FC Peterhead         |
| FC Gretna        | 6:1      | Cove Rangers         |
| FC Lossiemouth   | 0:5      | FC Spartans          |
| FC Queen’s Park  | 2:0      | Raith Rovers         |
| FC Stenhousemuir | 1:4      | Partick Thistle      |
| Stirling Albion  | 1:0      | Inverurie Loco Works |
| Threave Rovers   | 0:4      | Forfar Athletic      |

## 3. Runde
Ausgetragen wurden die Begegnungen am 7. und 8. Januar 2006. Die Wiederholungsspiele fanden am 11./16. und 17. Januar 2006 statt.
|                      | Ergebnis |                     |
| -------------------- | -------- | ------------------- |
| Alloa Athletic       | 1:1      | FC Livingston       |
| Dundee United        | 2:3      | FC Aberdeen         |
| Dunfermline Athletic | 3:4      | Airdrie United      |
| FC Falkirk           | 2:1      | Brechin City        |
| Heart of Midlothian  | 2:1      | FC Kilmarnock       |
| Hibernian Edinburgh  | 6:0      | FC Arbroath         |
| Inverness CT         | 1:1      | Ayr United          |
| Queen of the South   | 1:1      | Hamilton Academical |
| Glasgow Rangers      | 5:0      | FC Peterhead        |
| Ross County          | 5:0      | Forfar Athletic     |
| FC Spartans          | 3:2      | FC Queen’s Park     |
| FC St. Johnstone     | 0:1      | FC Gretna           |
| FC St. Mirren        | 3:0      | FC Motherwell       |
| Stirling Albion      | 0:1      | Partick Thistle     |
| FC Clyde             | 2:1      | Celtic Glasgow      |
| FC Dundee            | 2:0      | FC Stranraer        |

### Wiederholungsspiele
|                     | Ergebnis  |                    |
| ------------------- | --------- | ------------------ |
| FC Livingston       | 1:2       | Alloa Athletic     |
| Ayr United          | 0:2       | Inverness CT       |
| Hamilton Academical | 1:0 n. V. | Queen of the South |

## Achtelfinale
Ausgetragen wurden die Begegnungen am 4. und 8. Februar 2006. Die Wiederholungsspiele fanden am 7. und 14./15. Februar 2006 statt.
|                     | Ergebnis |                     |
| ------------------- | -------- | ------------------- |
| Airdrie United      | 1:1      | FC Dundee           |
| FC Clyde            | 0:0      | FC Gretna           |
| FC Falkirk          | 1:1      | Ross County         |
| Hamilton Academical | 0:0      | Alloa Athletic      |
| Heart of Midlothian | 3:0      | FC Aberdeen         |
| Inverness CT        | 2:2      | Partick Thistle     |
| Glasgow Rangers     | 0:3      | Hibernian Edinburgh |
| FC Spartans         | 0:0      | FC St. Mirren       |

### Wiederholungsspiele
|                 | Ergebnis        |                     |
| --------------- | --------------- | ------------------- |
| Alloa Athletic  | 0:3             | Hamilton Academical |
| FC Dundee       | 2:0             | Airdrie United      |
| FC Gretna       | 4:0             | FC Clyde            |
| Ross County     | 0:1             | FC Falkirk          |
| FC St. Mirren   | 3:0             | FC Spartans         |
| Partick Thistle | ?:? (4:2 n. E.) | Inverness CT        |

## Viertelfinale
Ausgetragen wurden die Begegnungen am 25. Februar 2006. Das Wiederholungsspiel fand am 9. März 2006 statt.
|                     | Ergebnis |                     |
| ------------------- | -------- | ------------------- |
| FC Falkirk          | 1:5      | Hibernian Edinburgh |
| FC Gretna           | 1:0      | FC St. Mirren       |
| Hamilton Academical | 0:0      | FC Dundee           |
| Heart of Midlothian | 2:1      | Partick Thistle     |

### Wiederholungsspiel
|           | Ergebnis  |                     |
| --------- | --------- | ------------------- |
| FC Dundee | 3:2 n. V. | Hamilton Academical |

## Halbfinale
Ausgetragen wurden die Begegnungen am 1. und 2. April 2006. Die beiden Halbfinalspiele wurden jeweils im Hampden Park ausgespielt.
|                     | Ergebnis |                     |
| ------------------- | -------- | ------------------- |
| FC Gretna           | 3:0      | FC Dundee           |
| Hibernian Edinburgh | 0:4      | Heart of Midlothian |

## Finale
| Heart of Midlothian                                                         | Heart of Midlothian | FC Gretna | FC Gretna |
| --------------------------------------------------------------------------- | --- | --- | --------- |
| Heart of Midlothian                                                         | \| Finale \| \| Samstag, 13. Mai 2006 um 15:00 Uhr (Ortszeit WEZ) in Glasgow (Hampden Park) \| \| Ergebnis: 1:1 n. V. (1:1, 1:0), 4:2 i. E. \| \| Zuschauer: 51.232 \| \| Schiedsrichter: Douglas McDonald \| \| Spielbericht \|                                                                    | \| Finale \| \| Samstag, 13. Mai 2006 um 15:00 Uhr (Ortszeit WEZ) in Glasgow (Hampden Park) \| \| Ergebnis: 1:1 n. V. (1:1, 1:0), 4:2 i. E. \| \| Zuschauer: 51.232 \| \| Schiedsrichter: Douglas McDonald \| \| Spielbericht \| | FC Gretna |
| Heart of Midlothian                                                         | Craig Gordon – Robbie Neilson, Steven Pressley , Ibrahim Tall, Panagiotis Fyssas – Deividas Česnauskis (86. Saulius Mikoliūnas), Bruno Aguiar (72. Julien Brellier), Paul Hartley, Rudolf Skácel – Edgaras Jankauskas, Roman Bednář (70. Michal Pospíšil) Cheftrainer: Valdas Ivanauskas ( Litauen) | Alan Main – Mark Birch, Derek Townsley, Chris Innes , Ryan McGuffie – David Nicholls (55. David Graham), Steve Tosh, John O’Neil, Gavin Skelton – Kenny Deuchar (103. Jamie McQuilken), James Grady Cheftrainer: Rowan Alexander | FC Gretna |
| Heart of Midlothian                                                         | 1:0 Rudolf Skácel (39.) | 1:1 Ryan McGuffie (76.) | FC Gretna |
| Heart of Midlothian                                                         | Elfmeterschießen | | FC Gretna |
| Heart of Midlothian                                                         | ? | ? | FC Gretna |
| Heart of Midlothian                                                         | Panagiotis Fyssas, Paul Hartley, Rudolf Skácel | Mark Birch, Steve Tosh | FC Gretna |
| Heart of Midlothian                                                         | Paul Hartley | | FC Gretna |
| Finale                                                                      | | |           |
| Samstag, 13. Mai 2006 um 15:00 Uhr (Ortszeit WEZ) in Glasgow (Hampden Park) | | |           |
| Ergebnis: 1:1 n. V. (1:1, 1:0), 4:2 i. E.                                   | | |           |
| Zuschauer: 51.232                                                           | | |           |
| Schiedsrichter: Douglas McDonald                                            | | |           |
| Spielbericht                                                                | | |           |